# Epiphone Les Paul
A Epiphone Les Paul é uma linha de guitarra elétrica de corpo sólido produzida pela Epiphone. Por causa de seu baixo preço, aspecto semelhante, e a próxima relação com a proprietaria Gibson, muitos guitarristas compram uma Epiphone como sua primeira guitarra.

## Les Paul Standard
Muito semelhante a Gibson Les Paul Standard, ela contém um corpo de mogno sólido ou alder, braço em mogno ou maple (maioria dos modelos) com escala em rosewood, captadores Alnico Classic, tarraxas Grover e ponte Tune-o-matic. É considerada por alguns como sendo o carro-chefe das Les Paul produzidas pela Epiphone.
Existe também o modelo de "Plain-Top"  que apresenta um topo de maple plano e a "Plus-top", modelo que apresenta um topo de maple flame.

## Les Paul Custom

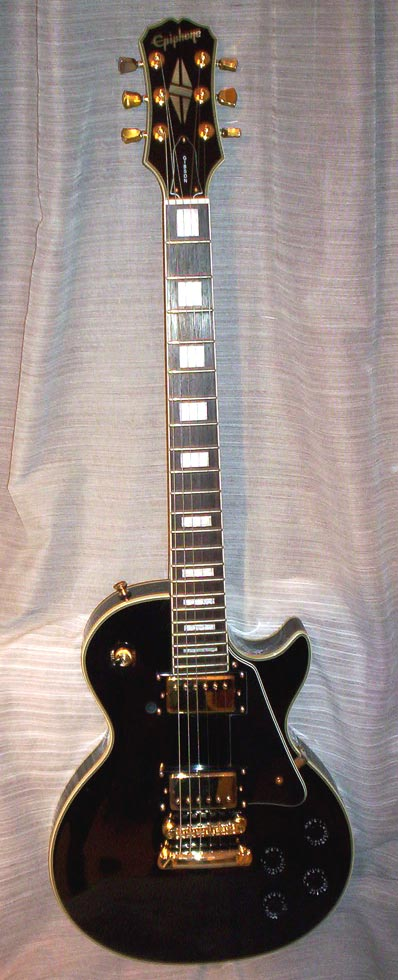
Epiphone Les Paul Custom Preta

A Les Paul Custom e o modelo top de linha e mais caro da Epiphone, muito semelhante com a Gibson Les Paul Custom. Ela apresenta múltiplos bindings atrás e na parte superior do corpo e tem um cabeçote acoplado com um diamante dividido. Diferente da Standard, o modelo Custom apresenta mogno nas costas dos instrumento e na frente do mesmo, sendo toda de mogno e com top de maple, incluindo o braço também de mogno, com um sustain superior os modelos Standard, e também feita com mogno de melhor qualidade que a da Standard. O diamante dividido no headstock e as marcações no braço são ligeiramente menores que nos modelos originais da Gibson.
A Epiphone descontinuou a linha Les Paul Custom Plus, que era uma Les Paul Custom comum mas com um topo de flame e também com acabamento em Cherrybust ou Vintage Sunburst.

## Les Paul Black Beauty 3
A Epiphone Les Paul Black Beauty 3 é a cópia da Gibson Les Paul Custom com 3 captadores humbucker, em acabamento na cor preta com hardware dourado. É algumas vezes conhecida como "the tuxedo guitar" assim como "vestida para matar". Epiphone fabrica 2 variações: uma com a tradicional ponte Tune-o-matic e outra com a alavanca Bigsby B6 Vibrato.

## Les Paul ES
A Les Paul ES é muito semelhante a Les Paul Standard comum,embora tenha furos em forma de F no topo. Isso significa que essa é uma guitarra semiacústica combinando seu corpo pequeno e o 'peso' de uma Les Paul, com o calor de uma guitarra semiacústica. O termo 'ES' é usado pela Gibson para significar uma guitarra semiacústica, então o termo é dado a essa guitarra com o mesmo propósito.
Também há uma versão Les Paul ES Custom.
Essas guitarras são muito raras.

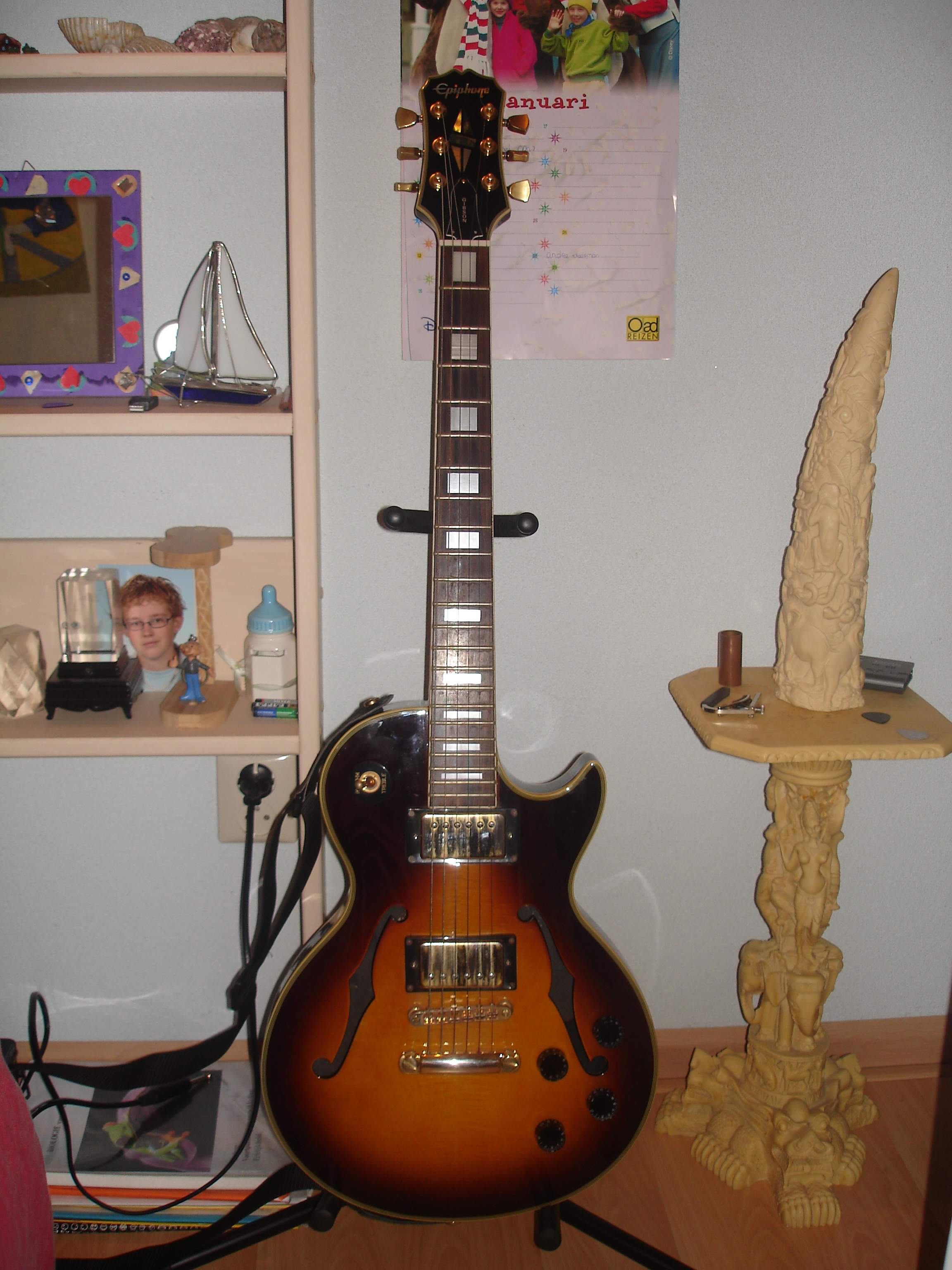
1996 Epiphone Les Paul ES Custom

Atualmente se tem conhecimento da fabricação de apenas 102 delas.

## Ace Frehley Signature Les Paul
O modelo assinado por Ace Frehley (ex KISS)produzida pela Epiphone; Baseada numa Les Paul Custom, essa guitarra vem com equipada com 3 captadores Dimarzio superdistortion (DP100),parafusos iluminados e o rosto de Ace e a assinatura dele no headstock da guitarra.Topo de flame, corpo de mogno, escala em rosewood e um hardware de qualidade cromado, e está disponível em 3 cores: cherry sunburst, translucent black e blue-silver burst.

## Zakk Wylde Bullseye Signature Les Paul
É o modelo assinado pelo guitarrista Zakk Wylde (Ozzy Osbourne e Black Label Society)produzido pela Epiphone. Ela vem com acabamento "Bullseye" no corpo, um maple inacabado com escala em rosewood, 2 captadores EMG passivos e hardware dourado.Existem os modelos "Camo" e "Buzzsaw"  também, mas esses foram descontinuados.
Em 2011 a Epiphone Zakk Wylde Les Paul Custom 'Plus' foi apresentada incluindo os captadores EMG 81 e 85 ativos e escala escura.

## Slash Signature Les Paul
Modelos assinados pelo guitarrista Slash (exGuns N'Roses e Velvet Revolver)produzidos pela Epiphone. Existe a "Slash Les Paul Goldtop" que vem com 2 captadores Seymour Duncan Alnico Pro-II, corpo em mogno com escala em rosewood, uma ponte Tune-o-matic, topo de maple, hardware de nickel e acabamento dourado metálico. Existe a "Slash Les Paul Standard Plus-Top" modelo que é bastante semelhante a seu modelo Goldtop mas esse vem com um topo em maple flame e em acabamento Tobacco Sunburst.

## Goth Les Paul Studio
Esse modelo é parte da série Epiphone Goth, que são uma série de guitarras exclusivas da Epiphone. Essa guitarra vem com acabamento em satin black, e é um modelo médio porque isso inclui o escudo e set no braço. Esse braço é feito de mogno com escala em rosewood consistindo de 22 trastes e um "XII" incrustado no 12º traste. O corpo é também de mogno com 2 captadores Alnico Classic humbuckers, uma ponte tune-o-matic e um hardware preto cromado.

## Les Paul Studio
Um modelo mais barato de Epiphone Les Paul, com braco parafusado e acabamento simples no corpo, abertos ao invés de cobertos e o corpo não está vinculado. Inferior as Custom e Standard, e superior a Special.

## Les Paul-100
A Les Paul 100 é um modelo Les Paul parecido com a Standard na pintura do corpo. A maior diferença é que ela tem o braço parafusado diferente das típicas Les Paul Custom e Standard onde o braço é colado. Vem com 2 captadores humbuckers abertos (700T/650R), corpo em Mogno (mais fino que a maioria das Les Paul), braço em maple, escala em rosewood (com marcação de bolinha) e uma ponte Tune-o-matic. Também não é equipada com as tarraxas Grover em seus modelos mais recentes.

## Les Paul Special II
A Les Paul Special II é fabricada pela Epiphone com um preço mais modesto custando menos de 280 dólares.
Ela tem dois captadores Alnico Classic humbucker, um controle de volume, um controle de tom, um seletor de captação com 3 posições e uma escala em rosewood (com marcação de bolinha feita de plástico). Uma ponte Tune-o-matic que já vem de fábrica. É normalmente construída com corpo em compensado e parafusada no braço de maple (bem flexível) e vem nas cores pretas, branca, vermelha, cherry sunburst e vintage sunburst.

## Les Paul Ultra Series
A Les Paul Ultra tem corpo em mogno e a escala em rosewood com marcações em madrepérola, o corpo da Ultra tem sido escavado para criar câmeras de ressonância produzindo um som denso e rico, e também reduzindo o peso que geralmente torna o corpo das Les Paul pesado.Esse modelo também tem um entalhe ergonômico como as Stratocaster para sentir-se confortável ao encostar no corpo do guitarrista.O Acabamento escolhido está limitado entre o faded Cherry Burst com um topo de maple. Ela vem com captadores Alnico Humbuckers, tarraxas Grover e uma ponte tune-o-matic.Baseada na Ultra, a Ultra Les Paul II tem muitas características exclusivas, incluindo um corpo em câmaras de mogno, um captador Nanomag de baixa impedância e outras mudanças eletrônicas para produzir um som único. Os acabamentos disponíveis para Ultra II são os tradicionais Faded Cherry Burst ou Midnight Ebony.

## 1960/2010 Les Paul Tribute
Para celebrar a vida de Les Paul, Epiphone lançou uma série de guitarras premium modelo Les Paul. Disponíveis em duas cores foscas, translucent black e heritage cherry sunburst, essas são essencialmente Epiphone Les Paul Standard com notáveis upgrades.Essas melhorias - que incluem as tarraxas Grover Locking Tuners, Mallory 150 Electronics, captadores Gibson Classic '57 e Classic '57 plus - tornam essa guitarra da Epiphone uma classe única que está bem próxima de ser uma Gibson genuína assim como também você estará pagando bem menos do que pagaria numa versão da própria Gibson.
As guitarras Les Paul Tribute vem em duas diferentes versões: 1960 e 2010. A versão 1960 tem o estilo de 1960 com braço mais fino enquanto a 2010 mais moderna tem um braço mais assimétrico. O lado de baixo do braço da guitarra é mais grosso que o lado de cima causando uma maior sensação de conforto que se encaixa na forma da mão com mais precisão.

## 1959 Les Paul Standard (Limited Edition)
Apenas 1959 dessas guitarras foram criadas. De novo, uma Les Paul que chega mais próximo do território da Gibson com especificações que são bem semelhantes as do modelo tribute 1960/2010, com exceção das seguintes diferenças:
- Captadores BurstBucker e BurstBucker Pro
- Disponível em duas cores, Iced Tea Burst e Heritage Cherry Sunburst
A Les Paul 1959 Standard também acompanha um certificado de autenticidade.

## 1957 Les Paul Goldtop (Limited Edition)
Edição Limitada da Epiphone que recria as características da Les Paul 1957 Goldtop com especificações bem semelhantes às suas versões originais (da Gibson). A maior diferença entre esses modelos é que a Gibson Custom '57 Goldtop apresenta dois captadores Burstbucker, enquanto a versão da Epiphone tem um captador Gibson '57 Classic na posição do braço e um Gibson '57 Classic Plus na posição da ponte. Tem capacitores de 150mm e esse modelo foi lançado em 2010.As '57 Goldtop atuais estão sendo vendidas da mesma forma que as Les Paul Standard, a única diferença é o acabamento dourado.O mesmos componentes eletrônicos que há nas Standard estão instalados, ao contrário da captação Gibson que foi concedida como melhoria nessa edição limitada de 2010.